# Casa de Valentín Alsina
La Casa de Valentín Alsina es una propiedad situada en el barrio de Belgrano, Buenos Aires, Argentina, que fue declarada Monumento Histórico Nacional en 1977.
Estrenada en 1856, recibe su nombre de quien fuera escritor, jurista y político argentino, y gobernador de la provincia de Buenos Aires en dos oportunidades, Valentín Alsina.

## Historia
Se trata de una propiedad de estilo italiano, de 773 metros cuadrados totales, ubicada en la calle 11 de Septiembre de 1888, en el n° 1918/50, frente a la plaza Barrancas del barrio de Belgrano. 
Estrenada en 1856, perteneció a Valentín Alsina y fue declarada Monumento Histórico Nacional en 1977, a través del Decreto 3.698.

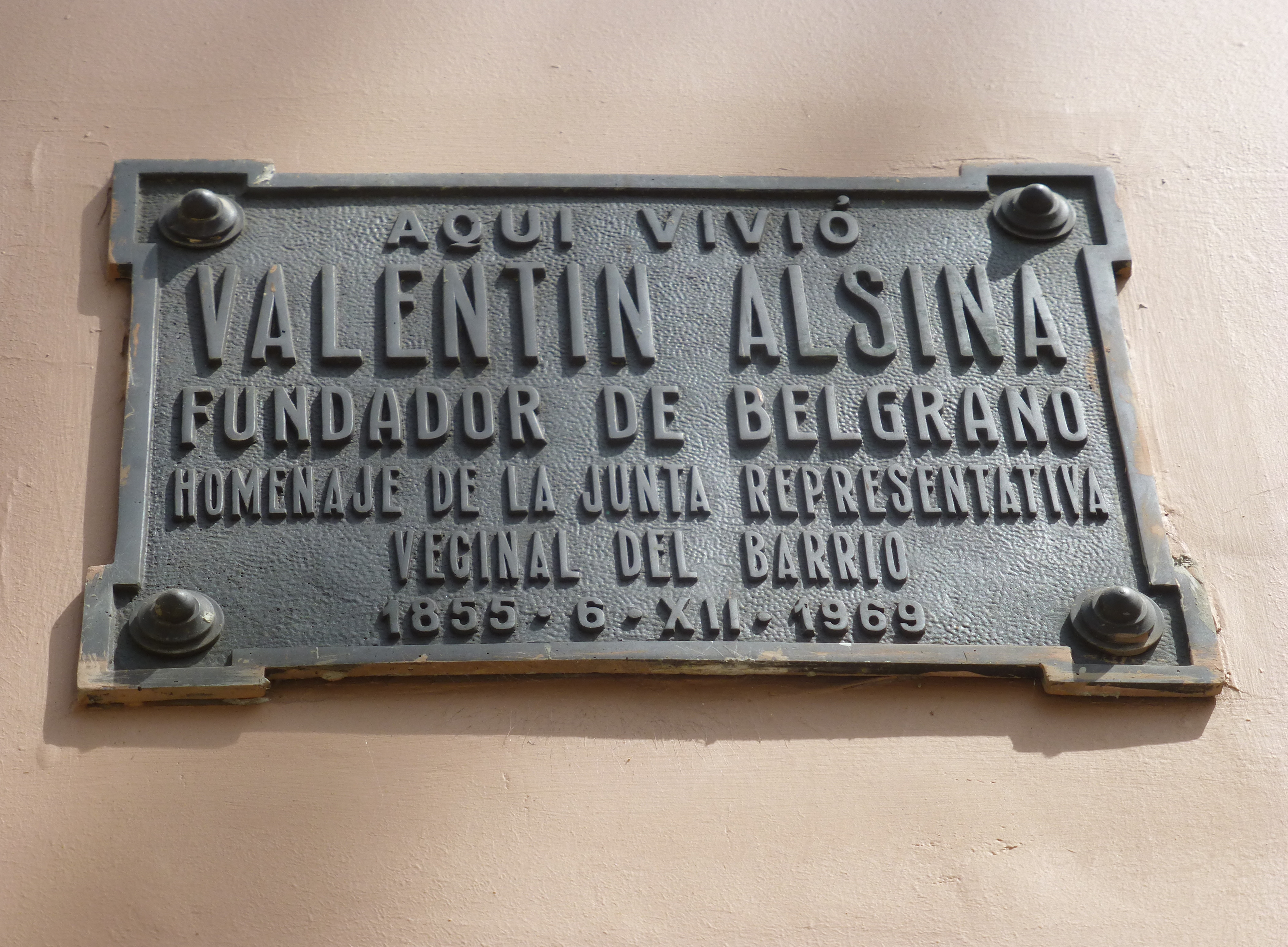
Placa recordatoria.

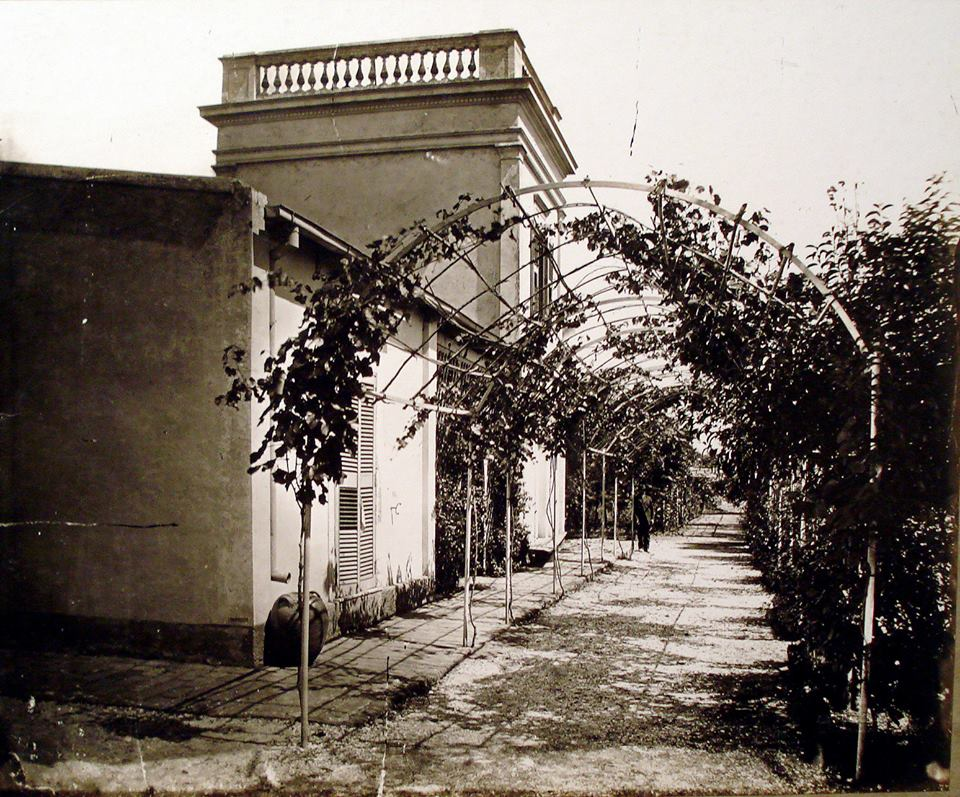
Fotografía de la década de 1860

Valentín Alsina falleció el 6 de septiembre de 1869 y la casona perteneció a la familia Alsina hasta 1870. Algunas personalidades destacadas que la frecuentaron fueron, por ejemplo, el poeta gauchesco Hilario Ascasubi, autor del Santos Vega o Los mellizos de La Flor. En 1880, por unos días, se alojó en ella el duque de York y príncipe de Gales (cuando viajó a América del Sur como cadete de la marina británica), hijo de Eduardo VII y nieto de la Reina Victoria, quién sería coronado posteriormente como Jorge V.
Hasta el 2020 funcionó en ella la Fundación BBVA de dicho banco privado, y desde 2022 lo hace la Fundación UADE.
En 2022 estaba valuada en USD 2.200.000.

## Descripción
La vivienda fue proyecto renacentista italiano y fue realizada bajo la dirección del arquitecto suizo-italiano, Pedro Petrocchio, vecino del barrio de Belgrano en el siglo XIX.
En su fachada hay una puerta de herrajes finamente trabajada con columnas de estilo corintio y techos abovedados revestidos con maderas y ladrillos.
Posee una planta simétrica a la que se accede por la galería original, que exhibe columnas de fuste cilíndrico con capiteles románicos. El zaguán es también original, así como las rejas y el mirador.
Es luminosa, posee 8 dormitorios, tres baños y un mirador cuadrado en el que se encuentra un departamento utilizado como estudio, que se realizó durante una reforma llevada a cabo en 1934 y que estuvo a cargo del arquitecto Alberto Prebisch quién también cerró la baranda convirtiéndolo en un amplio salón. Mosaicos y puertas altas son características del inmueble.
Los ambientes internos de la planta baja dan a un gran patio que rodea la casa, la segunda planta tiene poco espacio construido y un gran mirador que da a las Barrancas de Belgrano. Posee quincho, parrilla y una superficie descubierta de 71 m² con árboles de más de 100 años. Conserva vitraux originales, esculturas en bronce, revestimientos en piedra, madera, policromada y cemento.